# Rauchende Colts: Faustrecht des Westens
Rauchende Colts: Faustrecht des Westens (Originaltitel: Gunsmoke: To the Last Man) ist ein US-amerikanischer Western des Regisseurs Jerry Jameson aus dem Jahr 1992. Es handelt sich um den dritten von fünf Fernsehfilmen zur Serie Rauchende Colts.

## Handlung
Der Film ist in der zweiten Hälfte des Pleasant-Valley-Krieges (1882–1892) angesiedelt, einer Familienfehde zwischen dem Tewksbury- und dem Graham-Clan, an der auch Rancher, Cowboys, Schafzüchter, Revolverhelden, Gesetzeshüter und unschuldige Zivilisten beteiligt waren und bei der innerhalb von zehn Jahren zahlreiche Menschen getötet wurden.
Matt ist jetzt ein Viehzüchter in den Dragoon Mountains nordöstlich von Tombstone, zusammen mit seiner Tochter Beth, deren Mutter Mike gerade gestorben ist. Nach der Beerdigung kommt es zu einer Auseinandersetzung zwischen Matt und dem Schurken Tommy Graham. Nachdem er niedergeschlagen wurde, ermordet Tommy Charlie Tewksbury und stiehlt aus Rache Matts Vieh.
Gegen ihren Willen setzt Matt Beth in den Zug nach Philadelphia, um Mikes Wunsch zu respektieren, dass sie eine College-Ausbildung absolviert. Matt verfolgt dann Tommy Grahams Bande nach Norden zum Tonto Basin, dem Gebiet südlich von Payson, wo der Pleasant-Valley-Krieg seinen Ursprung hatte.
Unterwegs trifft Matt auf einen alten Bekannten, Colonel Tucker. Ohne dass Matt es weiß, ist Tucker jetzt der Anführer einer Bürgerwehr namens Komitee der 50, die Lynchmorde an mutmaßlichen Viehdieben und anderen unerwünschten Personen verübt. Matt schneidet drei dieser unschuldigen Opfer von einem Baum herunter und schleppt sie nach Payson, um Sheriff Abel Rose die Morde zu melden.
In der Zwischenzeit steigt Beth aus dem Zug aus und macht sich auf die Suche nach Matt. Der Rancharbeiter Will McCall und sie werden in den Weidekrieg hineingezogen.

## Veröffentlichung
Die Erstausstrahlung erfolgte am 10. Januar 1992 auf CBS. In Deutschland hatte der Film seine Premiere am 7. Januar 1995 auf Das Erste.